# 东关街道 (汉中市)
东关街道，是中华人民共和国陕西省汉中市汉台区下辖的一个乡镇级行政单位。

## 行政区划
东关街道下辖以下地区：
陈家营社区、塔儿巷社区、北井巷社区、马家巷社区、南团结社区、朝阳社区、东塔南路社区、汉丰社区、东塔村、雷家巷村和工农桥村。